# Yoshimitsu
Yoshimitsu  is een personage uit de serie Tekken van Namco. Hij is een van de slechts vier personages (de anderen zijn Paul Phoenix, Heihachi Mishima en Nina Williams) die zijn verschenen in elke game in de serie. Hij verschijnt voor het eerst in de Tekken-game in 1994 en een terugkerend personage in alle opvolgers. Daarnaast werd de voorloper van Tekkens Yoshimitsu, met dezelfde naam, wapen, clan en basisinformatie, later overgedragen naar Namco's Soul-serie van wapen-gebaseerde vechtspellen als een geheim spelpersonage, zijn debuut in Soulcalibur in 1998. Het personage werd goed ontvangen door de fans van beide series en critici.
Yoshimitsu is de leider van de Manji Clan, een Robin Hood-achtige groep die steelt van de rijken en geeft aan de armen. Volgens de officiële beschrijving van Namco, is Yoshimitsu's vechtstijl een mix van ninjutsu, zwaard-aanvallen en speciale houdingen. Hij hanteert een zwaard, waarmee vele aanvallen te gebruiken zijn. Hij kan hakslagen (slashes) uitvoeren om zijn tegenstander te spietsen, en draaien met zijn mechanische linkerhand als een windmolen (hij kan deze methode ook gebruiken om te vliegen). Yoshimitsu gebruikt veel snelle aanvallen, net als zijn vliegende knie (fubuki) en zijn talrijke draaiaanvallen, maar het uitvoeren van te veel van deze spinning aanvallen maken hem duizelig. Yoshimitsu bezit ook veel bewegingen met vreemde eigenschappen, zoals zijn "Harakiri"-bewegingen dat een groot deel van zijn gezondheidsmeter afneemt, en hij is het enige personage dat de mogelijkheid heeft om zijn gezondheid te herstellen. Veel van zijn bewegingen zijn erg situationeel, wat hem maakt tot een spelpersonage voor meer gevorderde spelers.